# 旭村 (新潟県刈羽郡)
旭村（あさひむら）は、かつて新潟県刈羽郡にあった村。

## 沿革
- 1889年（明治22年）4月1日 - 町村制施行に伴い刈羽郡上大新田、中田村、畔屋村、与三村が合併し、旭村が発足。
- 1901年（明治34年）11月1日 - 刈羽郡藤井村と合併し、北鯖石村となり消滅。